# Sphaerodoropsis flavum
Sphaerodoropsis flavum är en ringmaskart som beskrevs av Anders Sandoe Oersted 1843. Sphaerodoropsis flavum ingår i släktet Sphaerodoropsis och familjen Sphaerodoridae. Inga underarter finns listade i Catalogue of Life.